# Stofzaad
Stofzaad (Monotropa hypopitys) is een kruidachtige, vaste plant, die behoort tot de heidefamilie (Ericaceae). Het is een plant die voorkomt in bossen en duinstruikgewas, op vrij vochtige tot droge, voedselarme grond. De plant komt van nature voor op het noordelijk halfrond. Ze staat op de Nederlandse Rode lijst van planten als zeer zeldzaam en sterk in aantal afgenomen. Deze plant is in Nederland wettelijk beschermd sinds 1 januari 2017 door de Wet Natuurbescherming.
De plant wordt 10-30 cm hoog, vormt een wortelstok (rizoom). De plant heeft geen bladgroen en is aanvankelijk bleekgeel of wit en wordt later zwart. De onvertakte stengel is bros en met schubben bezet.
Stofzaad bloeit van juni tot september met lichtgele of roodachtige bloemen. De bloeiwijze is een in het begin knikkende, later opgerichte tros, waarbij de bloemen dicht op elkaar zitten. De kroonbladen hebben aan de voet een uitzakking met daarin de nectar.
De vrucht is een 0,6-1 × 0,4-0,8 cm grote doosvrucht.

## Levenswijze
Daar het stofzaad geen bladgroen heeft kan de plant niet assimileren en is dus niet autotroof, maar mycoheterotroof. De benodigde koolstofverbindingen worden met behulp van schimmelsoorten uit het geslacht Tricholoma verkregen. De schimmel vormt met de plantenwortels van het stofzaad een mycorrhiza, die op haar beurt weer een ectomycorrhiza op de boomwortels vormt. De schimmel zorgt ervoor dat de boom voldoende water en mineralen kan verkrijgen in ruil voor de door de boom aangemaakte koolhydraten. Een deel van deze koolhydraten geeft de schimmel op haar beurt weer door aan het stofzaad. Stofzaad is dus niet zoals lang gedacht werd een saprofyt, maar een epiparasiet net zoals vogelnestje, koraalwortel, Limodorum abortivum, kleinbladige wespenorchis en bleek bosvogeltje.

## Namen in andere talen
- Duits: Fichtenspargel
- Engels: Dutchman's Pipe, Yellow Bird's-nest, Pinesap
- Esperanto: pinasparago
- Fins: Mäntykukka
- Frans: Monotrope sucepin
- Pools: Korzeniówka pospolita
- Zweeds: Tallört